# Hanburia caracasana
Hanburia caracasana är en gurkväxtart som först beskrevs av Adolf Ernst, och fick sitt nu gällande namn av H.Schaef. och S.S.Renner. Hanburia caracasana ingår i släktet Hanburia och familjen gurkväxter. Inga underarter finns listade i Catalogue of Life.